# Achdé
Achdé är pseudonym för Hervé Darmenton, en fransk serieskapare född 30 juli 1961 i Lyon. Hans pseudonym kommer av det franska uttalet av hans initialer "H.D.". Achdé tog över tecknandet på Lucky Luke efter skaparen Morris bortgång.